# معتمدية رمادة
معتمدية رمادة إحدى معتمديات الجمهورية التونسية، تابعة لولاية تطاوين.